# Nature morte à la chaise cannée
La Nature morte à la chaise cannée est une œuvre de Pablo Picasso créée en 1912 à Paris. Il s'agit d'une petite toile ovale partiellement recouverte par le collage d'une toile cirée, le tout est partiellement peint à l'huile, et entouré d'une corde sans fin qui fait office de cadre. Elle mesure 29 × 37 centimètres. Dans les parties peintes, les lettres JOU en grosses capitales peintes en noir s'insèrent dans une nature morte dont le style est celui du cubisme analytique de 1911. 
Elle est conservée au Musée Picasso de Paris. Ce premier « collage » du printemps 1912, attribué à Picasso, doit bien être distingué des papiers collés initiés par Braque en août-septembre 1912. Le « collage » se caractérise précisément par l'insertion d'un élément étranger (ici, la toile cirée et la corde), tandis que le « papier collé » obéit au principe de l'unité de moyen, classique (dessins sur papiers).

## L'œuvre
« Cette toute petite toile est une icône du cubisme ».
L'œuvre, de forme ovale, représente une nature morte, traitée dans le style du cubisme analytique. Mais son interprétation incertaine, et l'introduction de corps étrangers à la peinture, non seulement d'un autre matériau mais d'un autre style est l'enjeu de cette œuvre.
À la charnière du cubisme analytique et du cubisme synthétique, cette œuvre de petites dimensions est le premier collage qui ait exercé une influence déterminante dans l'histoire de l'histoire de l'art occidental,. Le cubisme « veut, chez Picasso, afficher la matérialité de la peinture et s’affirme comme un langage de signes ». Les signes, ici, peuvent prendre occasionnellement la forme d'un cannage de chaise, cette forme reste un signe, une toile cirée figurant un cannage.

### Le format
Picasso a eu recours à ce format ovale, pour de nombreuses toiles au cours des mois précédents, et dans la première moitié de 1912 avec ce petit format, en particulier la série intitulée Notre avenir est dans l'air : Coquillages sur un piano, Notre Avenir est dans l'air, La coquille Saint-Jacques (Notre Avenir est dans l'air) . Cette dernière est entourée d'une corde qui n'est pas une corde sans fin. Le format ovale en aurait « souligné la condition d'objet ». Le format ovale tendrait à favoriser cet effet, surtout lorsqu'il est mis à l'horizontal dans la plus grande dimension. Allant dans le sens de cette lecture, la corde en renforcerait le caractère d'objet. Et la nature morte pourrait être envisagée comme la représentation d'un reflet dans un miroir, avec cette barre, qui traverse de part en part l'image du cannage de chaise, et qui évoquerait le dossier d'une chaise.

### La partie peinte, les lettres
La partie peinte se comporte comme une peinture de 1911, « peinture à l'huile de facture libre travaillée en pâte plutôt épaisse », lesquelles étaient d'exécution moins grossière, mais jouaient de semblables décalages. Déjà, dans Nature morte au piano (CORT) de l'été 1911, Picasso avait introduit des lettres réalisées au pochoir. Cet outil d'artisan élimine la touche du peintre et formate la forme selon un code normalisé, ce qui va à l'encontre de l'image traditionnelle de l'artiste créateur. Dans la Nature morte à la chaise cannée les lettres « JOU » n'ont pas été peintes au pochoir. Mais elles évoquent, notamment, les premières lettres du titre d'un quotidien, « Le Journal », que Picasso lisait. Le titre est lui-même autoréférentiel, il désigne le quotidien en question et le contenu tout autant que l'objet. Cela n'aura certainement pas échappé à Picasso. Par la même opération le texte interpelle le spectateur, par la forme impérative tronquée : « Jou(e ! )». Le spectateur est donc invité à jouer, à décrypter le pseudo rébus qu'on lui propose — on rencontrait alors fréquemment des rébus dans les quotidiens. C'est bien plus qu'un simple rébus, c'est un jeu intellectuel, un « trompe-l'esprit » comme le dit Picasso.

### La corde
William Rubin souligne que le décalage produit par Picasso lorsqu'il emploie l'image d'un cannage pour figurer une nappe, répond à cette corde de marin d'un seul tenant faite sur commande pour servir de cadre. Pour Josep Palau i Fabre l'origine de cette corde est incertaine.
Les lettres, peintes à l'huile, évoquent l'image du journal comme la toile cirée imprimée évoque l'image d'un cannage sur l'assise d'une chaise. Non la chaise réelle. Cette image vaut tout aussi bien dans le tableau cubiste comme signe polysémique pour évoquer la nappe qui recouvrirait ce guéridon. Un guéridon rond, vu en perspective et coïncidant ainsi avec le format du tableau. Cependant on ne peut éliminer le fait que ce cannage évoque, dans le même temps, l'assise d'une chaise placée dans la proximité de la table qui aurait servi de motif. En effet, Picasso avait réalisé, dans son atelier, une composition photographique en 1911 avec une nature morte jouant sur le motif des cordes : une harpe dressée jouxtant, au niveau de l'ouïe, une mandoline couchée, une bouteille répondant à la courbe d'un objet partiellement caché, le tout sur un guéridon recouvert d'une nappe dont les franges sont de petites cordes. La corde-cadre pourrait évoquer ces cordelettes décoratives et le guéridon au plateau amovible de l'atelier. Le statut de ce cordage est ambigu : en tant que cadre il est étranger au tableau, mais étant cloué à celui-ci, il fait corps avec lui et devient l'autre objet intégré au collage. Le fait d'avoir fait réaliser une corde sans fin, « infinie », n'a pu être une décision sans signification dans le jeu sans fin des lectures et interprétations que le collage ouvre.
Notons au passage que Braque et Picasso se voyaient comme « en cordée », en alpinistes attachés l'un à l'autre. Et le motif de la corde était récurrent dans leurs toiles du cubisme analytique, à côté d'autres moyens pour se démarquer de toute abstraction dans leurs peintures, alors que l'abstraction occupait de plus en plus la scène artistique, dans la suite du cubisme qu'ils avaient inventé.

### La toile cirée
En tant que « collage » cette œuvre du printemps 1912 rompt avec le principe classique de l'unité de moyen d'expression qui restera celle des « papiers collés ». Ce collage est rapproché de « La Lettre », située au début 1912, par Anne Baldassari, qui intégrait un timbre poste à une peinture sur toile ovale de dimensions encore plus réduites. Le timbre valait pour sa représentation, un timbre collé sur la peinture, qui représentait, quant à elle, une enveloppe portant l'adresse de Picasso dans un style cubiste analytique. La toile cirée, pourrait elle aussi valoir comme image, représentant une toile cirée sur une table, si ce n'est le motif qui la décore et qui représente, de manière illusionniste, le cannage habituel dans ces années qui servait d'assise aux chaises de café, entre autres. Elle pourrait donc évoquer une chaise, placée à côté, s'il y avait le moindre indice supplémentaire allant dans ce sens. Enfin l'image du cannage pourrait évoquer le tissage d'une nappe, comme le motif gaufré en « nid d'abeille » d'une nappe traditionnelle, ou répondre (comme une rime poétique) à la trame tissée de la toile elle-même - plus qu'un trompe-l'œil c'est un « trompe-l'esprit ». Mais, plus que tout, ce qui entre en collision avec la partie peinte, qui tend à l'abstraction, c'est « l'hyper-illiusionisme » du motif de cannage imprimé sur la toile cirée.

### Analyses
Le tableau est, selon Josep Palau i Fabre, marqué par plusieurs contradictions, discordances et par l'hétérogénéité du style (entre cubisme quasi abstrait et « hyper-illiusionisme ») qui viennent délibérément heurter l'œil du spectateur. D'autre part, le cannage est reproduit dans son plan, comme vu à la verticale, alors que la nature morte semble vue de face. Émilie Bouvard, reprenant la remarque de Palau i Fabre sur la vue du cannage comme à la verticale, suggère que le motif de la toile cirée « souligne l'artifice de la verticalité du support pictural. Picasso remet [ainsi] en cause le système de représentation ayant cours dans l'art classique ». Cette opération est aussi perceptible dans les autres natures mortes contemporaines, par exemple celles du printemps 1912.
Premier collage, elle reste sans descendance dans l'œuvre de Picasso. La séquence des papiers collés cubistes, dont la postérité est immense, est sans relation directe avec elle. Par contre elle s'inscrit dans les recherches menées par Braque et Picasso depuis l'été de 1911, visant à lutter par tous les moyens contre « l'explosion des formes » du cubisme analytique qui menace la dissolution complète de l'objet (pour Picasso, l' Homme à la mandoline, de l'automne 1911). Daniel-Henry Kahnweiler en parle comme de mystérieuses créations mentales profondément teintées de lyrisme et de poésie. À l'automne 1911 c'est là que les deux artistes sont le plus proche de l'abstraction. Leurs stratégies, pour échapper à l'abstraction, relevées par Jean-Claude Lebensztejn, consistent, d'une part à accumuler les formes au centre, d'autre part à introduire des signes, éléments de figuration classique et trompe-l'œil, ainsi que des lettres (L'Indépendant, août 1911) et lettres au pochoir (Braque, La cheminée, automne 1911 ; Le portugais, automne 1911-début 1912 et Picasso, Nature morte au piano (CORT), de l'été 1911- printemps 1912), cordage et journaux peints, faux bois peint au peigne, affiches faisant appel à la couleur vive et au Ripolin par Picasso, notamment dans la séquence du Souvenir du Havre. Pierre Daix signale que l'idée du collage s'était préalablement matérialisée par « l'usage de chiffres et de lettres réalisées au pochoir, des formes standardisées qui ne doivent rien à la main du peintre ». Des signes (utiles à l'interprétation des rébus que constituent les toiles de 1910-11) mais extérieurs à la composition. Ce qui devait aboutir au collage de la Nature morte à la chaise cannée. Ce contexte « a sans doute activé les premiers papiers collés de Braque ». En ce qui concerne Picasso, ses constructions cubistes, avec leurs matériaux pauvres de récupération (comme Mandoline et clarinette de l'automne 1913 ; Nature morte (Le Casse-croûte), début 1914) prolongent ces recherches picturales. Et leur grande économie de moyen deviendra caractéristique de l'œuvre en trois dimensions.

## Son impact retardé
L'importance de cette œuvre fut longtemps méconnue, Picasso l'ayant conservée dans son atelier. Elle est repérée par Aragon lors de l'exposition « La peinture au défi », en 1930.Il l'expose pour la seconde fois en 1939 à New York lors de l'exposition « Picasso, Forty Years of His Art », au MoMa. La rupture qu'elle opère est alors mieux perçue. Plusieurs de ceux qui vont constituer l'École de New York, dont Jackson Pollock, ont vu et débattu de cette exposition. En France, elle ne fut montrée qu'après son rapatriement à Paris en 1955.
Elle passa ensuite dans la dation qui suivit le décès de l'artiste, laquelle conduisit à la création par l'État du musée Picasso.

## Expositions
- Le Cubisme, Centre national d'art et de culture Georges-Pompidou, Paris, 2018-2019.